# Marek Kudasiewicz
Marek Włodzimierz Kudasiewicz (ur. 1934, zm. 17 grudnia 2021) – instruktor harcerski, z wykształcenia inżynier ceramik, autor książek o metodyce harcerskiej, szczepowy i komandor drużyn lotniczych w Krakowie, harcmistrz.

## Życiorys
Wstąpił do ZHP 10 czerwca 1945 do 83 Zagłębiowskiej Drużyny Harcerzy im. Jana III Sobieskiego w Dąbrowie Górniczej, a później do 107 Warszawskiej Drużynie Harcerzy we Włochach k. Warszawy.
Z 19 Krakowską Drużyną Harcerzy im. Żwirki i Wigury związany jest nieprzerwanie od 1957, kiedy to na polecenie władz harcerskich reaktywował drużynę w Szkole Podstawowej nr 33 przy ulicy Konarskiego. Drużyna ta przyjęła numer i tradycje wcześniejszej 19 Drużyny Harcerzy im. Żwirki i Wigury.
Pełnił kolejno funkcje drużynowego, komendanta Szczepu Lotniczego, zastępcy komendanta Szczepu „Słoneczne Drogi” ds. Programowych, przewodniczącego kręgu instruktorskiego, komendanta Szczepu „Srebrzyste Ptaki”, a od 1977 r. komandora Szczepów Lotniczych im. Franciszka Żwirki i Stanisława Wigury w Krakowie (komandorię powołały szczepy lotnicze: „Gwiaździsty Szlak”, „Słoneczne Drogi” i „Srebrzyste Ptaki”). Niezależnie od działalności w szczepie aktywnie udzielał się w innych instancjach harcerskich, pełniąc m.in. funkcje kierownika referatu drużyn młodszych męskich i zastępcy komendanta hufca Kleparz-Łobzów, zastępcy komendanta Hufca Krowodrza ds. programowych, kierownika Wydziału Harcerskiego Komendy Chorągwi Krakowskiej oraz członka Rady Chorągwi. Szczególnie udzielał się na polu kształcenia młodej kadry instruktorskiej, m.in. w krakowskiej Chorągwianej Szkole Instruktorów – był komendantem i członkiem kadry licznych kursów instruktorskich. Był delegatem na VI i VII Zjazd ZHP. Reprezentował krakowską „Dziewiętnastkę” w Kręgu Instruktorów Harcerskich im. A. Małkowskiego. 
Autor poradników-podręczników metodycznych: Vademecum zastępowego (po latach wznowionego pod tytułem Vademecum zastępowego „Chytrego Kota”) oraz Obrzędowy piec. Zwyczaje, obrzędy, tradycje harcerskie. Był współpracownikiem i wieloletnim członkiem kolegium redakcyjnego harcerskiego miesięcznika (obecnie kwartalnik internetowy) „Harcerz Rzeczypospolitej”.
Był zastępcą dyrektora Młodzieżowego Domu Kultury „Dom Harcerza” Kraków-Krowodrza i dyrektorem szkoły przy ulicy Katowickiej.
Uczestnik IV Światowego Zlotu ZHP poza granicami Kraju w Rising Sun w 1988.
Po 1989 znalazł się w ZHP-1918, a następnie w „rezerwie instruktorskiej” Związku Harcerstwa Rzeczypospolitej. Był członkiem Kapituły Harcmistrzowskiej ZHP-18 i  Komisji Historycznej Krakowskiej Chorągwi ZHP.
Został pochowany na cmentarzu Rakowickim w Krakowie (kwatera XI A – 7 – 7).

## Książki
- Obrzędowy piec: zwyczaje, obrzędy, tradycje harcerskie, Marek Kudasiewicz, Warszawa; Młodzieżowa Agencja Wydawnicza, 1987 ISBN 83-203-2708-3; Najnowsze wydanie OW Text 2007 r.
- Vademecum zastępowego, Marek Kudasiewicz; Kraków; Harcerska Oficyna Wydawnicza, 1988 ISBN 83-7028-004-8; Najnowsze wydanie OW Text 2007 r.
- KALENDARIUM harcerskiego 70-lecia, Marek Kudasiewicz; Kraków; Szczepy Lotnicze im. Żwirki i Wigury, 1981
- Pożyteczna zima: poradnik do zimowych zajęć zastępów i drużyn harcerskich oraz zastępów NAZ Stanisław Śmietana, Marek Kudasiewicz; Związek Harcerstwa Polskiego, Kraków 1985

## Ordery i odznaczenia
- Krzyż Oficerski Orderu Odrodzenia Polski – pośmiertnie (2021, „za wybitne zasługi w propagowaniu idei harcerstwa, za osiągnięcia w pracy społecznej”)[4][5]
- Krzyż Kawalerski Orderu Odrodzenia Polski (2004, „za wybitne zasługi w działalności na rzecz dzieci i młodzieży”)[6]
- Złoty Krzyż Zasługi (1981)
- Brązowy Krzyż Zasługi
- Brązowy Medal „Za zasługi dla obronności kraju” (1978)
- Złoty Krzyż „Za Zasługi dla ZHP” (1984)
- Odznaka „Zasłużony Działacz Lotnictwa Sportowego” (1975)
- Odznakę „Za Zasługi dla Aeroklubu PRL” (1973)
- Odznakę „Przyjaciela Dziecka” TPD (1979)
- Złotą Odznakę „Za Zasługi dla Ziemi Krakowskiej” (1988)
- Złotą Odznakę „Za pracę społeczną dla Miasta Krakowa” (1983)
- Medal Chorągwi Krakowskiej „Za Zasługi” (1985)
- Medal „Za Zasługi dla Chorągwi Krakowskiej ZHP” (2009)
- Honorową Odznaką z okazji stulecia Harcerstwa w Krakowie w stopniu srebrnym (2010)
- „Błękitne Skrzydła” – nagrodę redakcji „Skrzydlatej Polski” (1976)[7]